# Martine Grael
Martine Soffiatti Grael (Niterói, 12 febbraio 1991) è una velista brasiliana, figlia di Torben Grael, pluricampione olimpico e tra i più grandi velisti della storia..

## Palmarès

### Olimpiadi
- 2 medaglie:
  - 1 oro (Rio de Janeiro 2016 nella classe 49er FX)
  - 1 oro (Tokio 2020 nella classe 49er FX)

### Mondiali
- 4 medaglie:
  - 1 oro (Santander 2014 nella classe 49er FX)
  - 3 argenti (Marsiglia 2013 nella classe 49er FX; Buenos Aires 2015 nella classe 49er FX; Matosinhos 2017 nella classe 49er FX)

### Giochi panamericani
- 2 medaglie:
  - 1 oro (Lima 2019 nella classe 49er FX)
  - 1 argento (Toronto 2015 nella classe 49er FX)